# كأس السوبر الأندوري 2004
بطولة كأس السوبر الأندوري 2004 هي النسخة الثانية من بطولة كأس السوبر الأندوري ، لعب يوم 12 سبتمبر 2004 في أيكسوفال ، بين فريق سانتا كولوما الفائز بالدوري وفريق سانت الفائز بكأس أندورا. وقد انتهت المباراة بفوز سانت بالمباراة بنتيجة 2–1 ليحصد لقبه الأول في تاريخ البطولة.

## التفاصيل
| سانتا كولوما | 1–2 | سانت                            |
| ------------ | --- | ------------------------------- |
| ويلكير 1'    |     | رودريغيز 61' (ركلة.) · لويس 69' |